# ملك الثعابين
The King of the Snakes (ملك الثعابين) هي حكاية شعبية صينية نشرها جون ماكجوان في عام 1910. يروي قصة امرأة تتزوج روح ثعبان ، لكن أختها تتآمر لتحل محلها وتقتلها. تمر المرأة بدورة من التحولات ، وتستعيد شكل الإنسان وتنتقم من أختها.
يربط العلماء الحكاية والمتغيرات بدورة العريس الحيواني ، لكنهم يعتبرونها نوعًا من الحكايات التي تطورت في شرق آسيا ، وخاصة الصين.

## ملخص
تبدأ الحكاية بوصف كيف أن مجتمع الثعابين متطور لدرجة أن بعضهم غير راضٍ عن حالتهم المتدنية ويرغبون في أن يصبحوا بشرًا. أحدهم ، الذي يصبح حاكمًا للثعابين ، يكتشف كيفية يتحول مابين شكل الإنسان والأفعى ، ويصبح إنسانًا ويمتلك مكانة عظيمة في عالم الإنسان. في هذه الحالة ، توجد حديقة جميلة لا مثيل لها في المملكة المزهرة.